# ピーターズ・フレンズ
『ピーターズ・フレンズ』（Peter's Friends）は、1992年のイギリス映画。ケネス・ブラナー監督・製作のコメディである。
トロント国際映画祭で上映された。

## ストーリー
1982年、大学を卒業した6人の男女が10年後に再会する。

## 出演
- スティーヴン・フライ
- エマ・トンプソン
- ケネス・ブラナー
- ヒュー・ローリー
- イメルダ・スタウントン
- アルフォンシア・エマニュエル
- リタ・ラドナー
- フィリダ・ロー
- アレックス・ロー
- リチャード・ブライアーズ

## サウンドトラック
1980年代のヒット曲が収録されている。
1. 『ルール・ザ・ワールド』 - ティアーズ・フォー・フィアーズ
2. 『マイ・ベイビー・ジャスト・ケアーズ・フォー・ミー』 - ニーナ・シモン
3. 『マイ・ベスト・フレンド』 - クイーン
4. 『ガールズ・ジャスト・ワナ・ハヴ・ファン』 - シンディ・ローパー
5. 『イフ・ユー・レット・ミー・ステイ』 - テレンス・トレント・ダービー
6. 『ハングリー・ハート』 - ブルース・スプリングスティーン
7. 『ドント・ゲット・ミー・ロング』 - プリタンダーズ
8. 『キング・オブ・ロックンロール』 - プリファブ・スプラウト
9. 『ホワッツ・ラヴ・ゴット・トゥ・ドゥ・ウィズ・イット』 - ティナ・ターナー
10. 『ギヴ・ミー・ストレングス』 - エリック・クラプトン
11. 『ラヴ・アンド・リグレット』 - ディーコン・ブルー
12. 『レッツ・ステイ・トゥゲザー』 - パサデナス
13. 『リオ』 - マイケル・ネスミス
14. 『愛の放浪者〜安らぎを求めて』 - ポール・ヤング
15. 『ブルースはお好き?』 - エルトン・ジョン
16. 『アズ・ザ・デイズ・ゴー・バイ』 - ダリル・ブレイスウェイト